# 橘髙重義
橘髙 重義（きったか しげよし、1915年 - 2007年12月8日） は、日本の化学者。学校法人東京理科大学理事長、東京理科大学山口短期大学学長、山口東京理科大学学長、日本私立大学協会会長などを歴任した。勲二等瑞宝章受章。

## 人物・経歴
岡山県出身。1938年東京物理学校（現東京理科大学）理化学部卒業。応用物理学専攻。1959年北海道大学理学博士。1978年静電気学会功績賞受賞。同年から学校法人東京物理学園理事長を務め、東京理科大学の全国規模への拡大を行うなどした。
1987年東京理科大学山口短期大学学長、文部省大学審議会委員。静電気学会顧問、日本障害者高等教育支援センター会長や、日本私立大学協会会長等も務め、1992年日本私立大学団体連合会会長。同年勲二等瑞宝章受章。1995年山口東京理科大学学長。

## 著書
- 『物理演習 : 理工・医薬向』学文社 1962年
- 『プラスチックの帯電防止』日刊工業新聞社 1967年
- 『電子のはなし』岩崎書店 1969年
- 『物理学校の伝説』すばる書房 1982年
- 『東京理科大学の展望』東京理科大学出版会 1986年
- 『科学技術教育の新思想』大学教育研究所 1992年